# Dienstags ein Held sein
Dienstags ein Held sein ist eine Familienserie, die seit 2010 von der Produktionsfirma Gigaherz GmbH im Auftrag des Südwestrundfunks (SWR) für den KiKA produziert wurde. Sendestart der Serie war der 30. August 2010.

## Handlung
Bei „Dienstags ein Held sein“ haben Jugendliche die Möglichkeit, ihren ganz persönlichen Traumberuf auszuprobieren. Dazu bekommen sie einen Coach zur Seite gestellt, der sie über mehrere Monate hinweg begleitet und ihrem Traumberuf näher bringt.
Die Jugendlichen erhalten die Chance hinter die Kulissen zu schauen und den Berufsalltag kennenzulernen. Sie bekommen Aufgaben gestellt und müssen bis an ihre Grenzen gehen, um herauszufinden, ob der Wunschberuf wirklich zu ihnen passt.
In der ersten Staffel von 2010 konnten zehn Jugendliche aus einem Gymnasium in Baden-Baden ihren Traumjob testen. Fünf Mädchen und fünf Jungs probierten vier Monate lang ihren Beruf aus: Wie ist es, als Schauspielerin auf der Bühne zu stehen, als Schlagzeuger mit einer Band zu proben oder als Tierärztin kranke Pferde aufzupäppeln?
Die zweite Helden-Staffel von 2012 spielt in Stuttgart. Acht Jugendliche bekamen die Chance beim Helden-Projekt mitzumachen. Senait hob als Flugbegleiterin ab, Elena interviewte als Journalistin Stars wie Jan Delay und Tom hat ausprobiert, ob er genug Talent hat, um als Moderator bei einer großen Samstagabend-Show auf der Bühne zu stehen.

## Ausstrahlung
Die 20 Folgen der ersten Staffel wurden vom 30. August bis zum 17. September 2010 im KI.KA ausgestrahlt. Die zweite Staffel wurde 2011 produziert und vom 2. Januar bis 27. Januar 2012 ausgestrahlt. Die dritte Staffel wurde ab dem 28. Oktober 2013 im KiKA ausgestrahlt. Die vierte Staffel startete am 4. Januar 2016. Die Sendung wurde bis zur Einstellung von EinsPlus 2016 von diesem Sender wiederholt.

## Webseite
Im Internet werden alle Helden und ihre Traumberufe vorgestellt. Außerdem gibt es die Möglichkeit, sich in einem Forum über die Serie, Berufe und Berufswahl auszutauschen.
Die Webseite gehört zum SWR Kindernetz.